# Lega Nord (calcio)
La Lega Nord fu l'organizzazione che gestì i gironi settentrionali delle categorie di vertice del campionato italiano di calcio dal 1921 al 1926. Era dipendente dalla CCI e poi dalla FIGC.

## La Lega
La Lega fu il frutto della gravissima crisi del calcio italiano del 1921, quando i grandi club del nord decisero di rompere gli indugi e secedere dalla pletora di comitati regionali in cui la  FIGC li aveva rinchiusi. Al rigetto federale del Progetto Pozzo, le 24 società risposero riunendosi sul modello inglese in un'unica associazione, la Lega Nord, che aderì alla nuova Confederazione Calcistica Italiana. La sede fu posta a Milano, capitale economica del paese.
Di fronte al fatto compiuto, la FIGC dovette cedere, e dopo una stagione di transizione dovette accettare di inglobare la Lega nella sua organizzazione sotto l'accordo chiamato Compromesso Colombo. La Lega organizzò due tornei, una Prima Divisione indistinta in tutta l'area padana con l'inclusione della Toscana, e una Seconda Divisione strutturata su gironi interregionali volta a raccogliere i club della vecchia Prima Categoria esclusi dalla nuova massima serie. La Lega Nord inoltre supervisionava l'operato dei Comitati Regionali organizzatori della Terza Divisione. 
L’obiettivo degli anni successivi fu un’ulteriore riqualificazione dell’organico scendendo a 64 società affiliate. Tuttavia, all'assemblea federale di agosto 1925 si decise di riformare il campionato creando un campionato di massima divisione a girone unico a 16 squadre a partire dalla stagione 1926-1927. La cosiddetta "Commissione dei Tredici", incaricata di stilare la riforma nei dettagli, stabilì di dividere la Lega Nord in due associazioni: la Lega Nord propriamente detta avrebbe organizzato a partire dalla stagione 1925-1926 i campionati di Prima e Seconda Divisione, mentre alla neonata Lega delle Società Minori furono delegate le finali interregionali della Terza Divisione nonché la supervisione dell'operato dei Comitati Regionali organizzatori della Terza e Quarta Divisione; la Lega delle "Società Maggiori" aveva sede a Milano, quella di 3ª e 4ª Divisione aveva sede a Genova. Secondo il piano di riforma stilato dalla Commissione delle tredici a partire dalla stagione 1926-1927 la Divisione d’Onore (girone unico a sedici squadre) sarebbe stata organizzata direttamente dalla Federazione, mentre alla Lega Nord delle società maggiori sarebbero stati delegati l'organizzazione di Prima e di Seconda Divisione (entrambe strutturate su due gironi interregionali da 12 squadre ciascuno). La Lega Nord delle Società Minori avrebbe continuato a coordinare l'attività dei Comitati Regionali e avrebbe organizzato direttamente le finali interregionali della Terza Divisione. Il piano restava circoscritto all’ambito della Lega, redistribuendo le 64 associate su tre livelli, e fu allora che intervenne il regime fascista con le sue idee nazionalistiche.
La Lega Nord venne sciolta nel 1926 in seguito alla Carta di Viareggio, un importante riforma dei campionati che eliminò la dicotomia tra Nord e del Sud. Le migliori diciassette classificate vennero ammesse in Divisione Nazionale (a due gironi, invece del girone unico previsto nel piano originario di riforma) insieme alle migliori tre squadre centromeridionali, mentre le peggiori sette rimasero nella degradata Prima Divisione, il tutto però gestito dall'ente autoritario che successe alla Lega, il Direttorio Divisioni Superiori, da cui nel dopoguerra nacque la Lega Nazionale Professionisti. Alla Lega Nord delle società minori succedette il Direttorio Divisioni Inferiori Nord, a cui fu demandata l'organizzazione della nuova Seconda Divisione, oltre alle finali interregionali della Terza Divisione.

## Presidenti
- 1921-1924

Ulisse Baruffini
- 1924-1925

Enrico Olivetti
- 1925

Giuseppe Cavazzana
- 1925-1926

Enrico Olivetti

### Lega delle "società minori"
- 1925-1926

Giuseppe Cavazzana

## Organico
- 1921-1922: le migliori 24 società calcistiche italiane,
- 1922-1923: le migliori 84 società calcistiche italiane,
- 1923-1924: le migliori 72 società calcistiche italiane,
- 1924-1925: le migliori 64 società calcistiche italiane,
- 1925-1926: le migliori 68 società calcistiche italiane.

## Formula dei campionati
La formula ordinaria del massimo campionato prevedeva due gironi da 12 squadre ciascuno, mentre solo nel 1923 furono tre. Le vincitrici si sarebbero sfidate in una finale in andata e ritorno per determinare il Campione settentrionale. Una sfida avrebbe poi messo di fronte i vincitori del Nord con quelli del Sud al fine di assegnare il titolo di Campione d'Italia in una finalissima, anche se quest'ultima era spesso una formalità data la tradizionale superiorità delle squadre settentrionali su quelle meridionali. Da regolamento, applicato nella maggior parte delle edizioni, la squadra ultima classificata di ciascun girone scendeva l'anno successivo direttamente in Seconda Divisione.
Il campionato di Seconda Divisione inizialmente era strutturato su sei gironi da otto squadre ciascuno. Per la stagione 1922-1923 furono bloccate eccezionalmente le promozioni, mentre fu stabilito che, onde far posto alle dodici retrocedende dalla Prima Divisione senza alcun ricambio, sarebbero retrocesse direttamente la penultima e l'ultima classificata di ciascun girone. Inoltre le terzultime si sarebbero giocate la permanenza in Seconda Divisione disputando spareggi di qualificazione contro i campioni regionali della Terza Divisione. Con la stagione 1923-1924 fu stabilito che la prima e la seconda classificata del girone finale sarebbero state promosse direttamente in Prima Divisione, mentre la terza e la quarta avrebbero disputato spareggi di qualificazione al campionato di Prima Divisione successivo contro le undicesime classificate della Prima Divisione. Onde ridurre il campionato a 36 squadre, fu mantenuta la retrocessione diretta per la penultima e l'ultima classificata di ciascun girone, estendendola anche alla terzultima classificata, poiché fu stabilito che i campioni regionali di Terza Divisione sarebbero stati promossi direttamente in Seconda. A fine stagione, a causa della decisione di allargare il campionato a 40 squadre e al contempo aumentare il numero delle partecipanti dalle Terre Redente della Venezia Giulia, fu stabilito di far disputare spareggi di qualificazione tra le terzultime classificate e squadre della Venezia Giulia. Nella stagione 1924-1925 il campionato si strutturò su quattro gironi interregionali di 10 squadre ciascuno. Il meccanismo delle promozioni rimase inalterato rispetto alla stagione precedente, mentre per quanto riguarda le retrocessioni fu stabilito che l'ultima di ogni girone sarebbe retrocessa direttamente, mentre le penultime erano ammesse a un girone salvezza a quattro squadre nel quale solo la prima si salvava (poiché dovevano retrocedere sette squadre). Nella stagione 1925-1926 fu invece stabilito che le prime quattro classificate di ogni girone sarebbero state ammesse nella nuova Prima Divisione, che a partire dalla stagione successiva avrebbe costituito il nuovo torneo cadetto, a causa della creazione della Divisione Nazionale, mentre le ultime tre sarebbero retrocesse nei campionati regionali, salvo poi vedere annullare dalla Carta di Viareggio questa disposizione troppo punitiva.

## Albo d'oro
| Stagione      | Campione     | Ris.                                      | 2º posto     | eliminato dal Campione | eliminato dal finalista |
| ------------- | ------------ | ----------------------------------------- | ------------ | ---------------------- | ----------------------- |
| 1922 Dettagli | Pro Vercelli | 0-0/2-1                                   | Genoa        | Novara                 | Alessandria             |
| Stagione      | Campione     | P.ti                                      | 2º posto     | 3º posto               | eliminato dal Campione  |
| 1923 Dettagli | Genoa        | 7 pti                                     | Pro Vercelli | Padova                 | Legnano                 |
| Stagione      | Campione     | Ris.                                      | 2º posto     | eliminato dal Campione | eliminato dal finalista |
| 1924 Dettagli | Genoa        | And.: 1-0 Rit.: 2-0 tav.                  | Bologna      | Padova                 | Torino                  |
| 1925 Dettagli | Bologna      | And.: 1-2 Rit.: 2-1 Spareggi: 2-2/1-1/2-0 | Genoa        | Pro Vercelli           | Modena                  |
| 1926 Dettagli | Juventus     | And.: 2-2 Rit.: 0-0 Spareggio: 2-1        | Bologna      | Cremonese              | Torino                  |